# Montividiu
Montividiu is een gemeente in de Braziliaanse deelstaat Goiás. De gemeente telt 9.965 inwoners (schatting 2009).